# مامادو باغايوكو
مامادو باكايوكو (بالفرنسية: Mamadou Bagayoko)‏ ، من مواليد 21 مايو 1979 في باريس في فرنسا ، لاعب كرة قدم مالي. و قد لعب مع منتخب مالي لكرة القدم.

## روابط خارجية
- مامادو باغايوكو على موقع الاتحاد الدولي (مؤرشف)  (الإنجليزية)
- مامادو باغايوكو على موقع قاعدة بيانات كرة القدم.إي يو (الإنجليزية)
- مامادو باغايوكو على موقع ناشيونال فوتبول تيمز (الإنجليزية)
- مامادو باغايوكو على موقع Soccerway.com (الإنجليزية)
- مامادو باغايوكو على موقع كووورة